# یلوه قهوه‌ای
یلوه قهوه‌ای (نام علمی: Zapornia akool)، یا بیشه‌مرغ قهوه‌ای، یک پرنده آبزی از خانواده یلوگان (Rallidae) است که در جنوب آسیا یافت می‌شود. نام گونه، akool خاستگاه نامشخصی دارد. ممکن است از اسطوره هندو آمده باشد، یا ممکن است مشتق از کلمه سینهالی kukkula باشد که هم برای چمگر نوک‌سرخ و هم برای خروس آبزی استفاده می‌شود.